# ヘキサニトロベンゼン
| ヘキサニトロベンゼン         | ヘキサニトロベンゼン             |
| ---------------------------- | -------------------------------- |
| ヘキサニトロベンゼンの構造式 |                                  |
| IUPAC名                      | 1,2,3,4,5,6-ヘキサニトロベンゼン |
| 別名                         | HNB                              |
| 分子式                       | C6N6O12                          |
| 分子量                       | 348.10 g/mol                     |
| CAS登録番号                  | [123-11-5]                       |
| 形状                         | 黄または褐色固体                 |
| 密度と相                     | 1.985 g/cm3, 固相                |
| 融点                         | 256-264 ℃                        |
| 爆薬としての性質             |                                  |
| 爆速                         | 9,340 m/s, 仮比重                |
| 危険性                       |                                  |

ヘキサニトロベンゼン (hexanitrobenzene) とは、芳香族ニトロ化合物の一種で、分子式が C6N6O12 と表される高密度の爆薬。HNB と略称される。ペンタニトロアニリンを硫酸中において過酸化水素で酸化すると得られ、密度は 1.985 g/cm3、生成熱は 17.48 kJ/mol、爆速は 9,340 m/s。
HNB は光に敏感であるという望ましくない性質を持つため、安全に取り扱うのが困難である。現在、HNB そのものが爆薬として利用されることはないが、他の種類の爆薬、トリアミノトリニトロベンゼン (TATB) の合成に際し前駆体として用いられている。
ヘキサニトロベンゼンのニトロ基は立体障害のためにベンゼン環と同一平面上に位置することができない。X線結晶構造解析によると、53°ねじれて位置している。